# British Independent Film Award alla miglior attrice
Il British Independent Film Award alla miglior attrice in un film indipendente britannico (BIFA Award for Best Performance by an Actress in a British Independent Film) è un premio cinematografico annuale assegnato dal 1998.
Dal 2022 è stato sostituito dal premio miglior interpretazione protagonista.

## Vincitori e candidati

### Anni 1990
- 1998
  - Kathy Burke - Niente per bocca (Nil by Mouth)
  - Louise Goodall - My Name Is Joe
  - Rachel Griffiths - Mio figlio il fanatico (My Son the Fanatic)
  - Samantha Morton - Under the Skin - A fior di pelle (Under the Skin)
  - Emma Thompson - L'ospite d'inverno (The Winter Guest)
- 1999
  - Emily Watson - Hilary e Jackie (Hilary and Jackie)
  - Lara Belmont - Zona di guerra (The War Zone)
  - Rachel Griffiths - Hilary e Jackie (Hilary and Jackie)
  - Jane Horrocks - Little Voice - È nata una stella (Little Voice)
  - Gina McKee - Wonderland

### Anni 2000
- 2000
  - Gillian Anderson - La casa della gioia (The House of Mirth)
  - Kate Ashfield - La partita - La difesa di Luzhin (The Luzhin Defence)
  - Brenda Blethyn - L'erba di Grace (Saving Grace)
  - Julie Walters - Billy Elliot
  - Emily Watson - La partita - La difesa di Luzhin (The Luzhin Defence)
- 2001
  - Kate Ashfield - Late Night Shopping
  - Susan Lynch - Beautiful Creatures
  - Samantha Morton - Pandaemonium
  - Kate Winslet - Enigma
- 2002
  - Samantha Morton - Morvern Callar
  - Elaine Cassidy - Disco Pigs
  - Shirley Henderson - Villa des roses
  - Harriet Walter - Villa des roses
- 2003
  - Olivia Williams - The Heart of Me
  - Kate Ashfield - This Little Life
  - Helena Bonham Carter - The Heart of Me
  - Samantha Morton - In America - Il sogno che non c'era (In America)
  - Tilda Swinton - Young Adam
- 2004
  - Imelda Staunton - Il segreto di Vera Drake (Vera Drake)
  - Eva Birthistle - Un bacio appassionato (Ae Fond Kiss...)
  - Scarlett Johansson - La ragazza con l'orecchino di perla (Girl With a Pearl Earring)
  - Natalie Press - My Summer of Love
  - Anne Reid - The Mother
- 2005
  - Rachel Weisz - The Constant Gardener - La cospirazione (The Constant Gardener)
  - Joan Allen - Yes
  - Judi Dench - Lady Henderson presenta (Mrs Henderson Presents)
  - Natasha Richardson - Follia (Asylum)
  - Emily Watson - Wah-Wah
- 2006
  - Kate Dickie - Red Road
  - Juliette Binoche - Complicità e sospetti (Breaking and Entering)
  - Robin Wright Penn - Complicità e sospetti (Breaking and Entering)
  - Frances de la Tour - The History Boys
  - Helen Mirren - The Queen - La regina (The Queen)
- 2007
  - Judi Dench - Diario di uno scandalo (Notes on a Scandal)
  - Anne Hathaway - Becoming Jane - Il ritratto di una donna contro (Becoming Jane)
  - Tannishtha Chatterjee - Brick Lane
  - Sophia Myles - Hallam Foe
  - Kierston Wareing - In questo mondo libero... (It's a Free World...)
- 2008
  - Vera Farmiga - Il bambino con il pigiama a righe (The Boy in the Striped Pyjamas)
  - Kelly Reilly - Eden Lake
  - Sally Hawkins - La felicità porta fortuna - Happy Go Lucky (Happy-Go-Lucky)
  - Samantha Morton - Daisy vuole solo giocare (The Daisy Chain)
  - Keira Knightley - La duchessa (The Duchess)
- 2009
  - Carey Mulligan - An Education
  - Abbie Cornish - Bright Star
  - Emily Blunt - The Young Victoria
  - Katie Jarvis - Fish Tank
  - Sophie Okonedo - Skin

### Anni 2010
- 2010
  - Carey Mulligan - Non lasciarmi (Never Let Me Go)
  - Ruth Sheen - Another Year
  - Andrea Riseborough - Brighton Rock
  - Manjinder Virk - The Arbor
  - Sally Hawkins - We Want Sex (Made in Dagenham)
- 2011
  - Olivia Colman - Tirannosauro (Tyrannosaur)
  - Rebecca Hall  - 1921 - Il mistero di Rookford (The Awakening)
  - Mia Wasikowska - Jane Eyre
  - MyAnna Buring - Kill List
  - Tilda Swinton - ...e ora parliamo di Kevin (We Need To Talk About Kevin)
- 2012
  - Andrea Riseborough - Doppio gioco (Shadow Dancer)
  - Alice Lowe - Killer in viaggio (Sightseers)
  - Elle Fanning - Ginger and Rosa
  - Judi Dench - Marigold Hotel (The Best Exotic Marigold Hotel)
  - Meryl Streep - The Iron Lady
- 2013
  - Lindsay Duncan - Le Week-end
  - Judi Dench - Philomena
  - Scarlett Johansson - Under the Skin
  - Felicity Jones - The Invisible Woman
  - Saoirse Ronan - How I Live Now
- 2014
  - Gugu Mbatha-Raw - La ragazza del dipinto (Belle)
  - Alicia Vikander - Testament of Youth
  - Cheng Pei-pei - Lilting
  - Keira Knightley - The Imitation Game
  - Sameena Jabeen Ahmed - Catch me Daddy
- 2015
  - Saoirse Ronan - Brooklyn
  - Marion Cotillard - Macbeth
  - Carey Mulligan - Suffragette
  - Charlotte Rampling - 45 anni (45 Years)
  - Alicia Vikander - The Danish Girl
- 2016
  - Sasha Lane - American Honey
  - Kate Dickie - Couple in a Hole
  - Narges Rashidi - L'ombra della paura (Under the Shadow)
  - Hayley Squires - Io, Daniel Blake (I, Daniel Blake)
  - Jodie Whittaker - Adult Life Skills
- 2017
  - Florence Pugh - Lady Macbeth
  - Emily Beecham - Daphne
  - Frances McDormand - Tre manifesti a Ebbing, Missouri (Three Billboards Outside Ebbing, Missouri)
  - Margaret Mulubwa - I Am Not a Witch
  - Ruth Wilson - Dark River
- 2018
  - Olivia Colman - La favorita (The Favourite)
  - Gemma Arterton - The Escape
  - Jessie Buckley - Beast
  - Maxine Peake - Funny Cow
  - Rachel Weisz - Disobedience
- 2019[1][2]
  - Renée Zellweger - Judy
  - Jessie Buckley - A proposito di Rose (Wild Rose)
  - Holliday Grainger - Animals
  - Sally Hawkins - Eternal Beauty
  - Vicky Knight - Dirty God

### Anni 2020
- 2020[3][4]
  - Wunmi Mosaku - His House
  - Bukky Bakray - Rocks
  - Morfydd Clark - Saint Maud
  - Clare Dunne - La vita che verrà - Herself (Herself)
  - Andrea Riseborough - Luxor
- 2021
  - Joanna Scanlan - After Love
  - Caitríona Balfe - Belfast
  - Carrie Coon - The Nest - L'inganno (The Nest)
  - Claire Rushbrook - Ali & Ava
  - Ruth Wilson - True Things